# Nittel

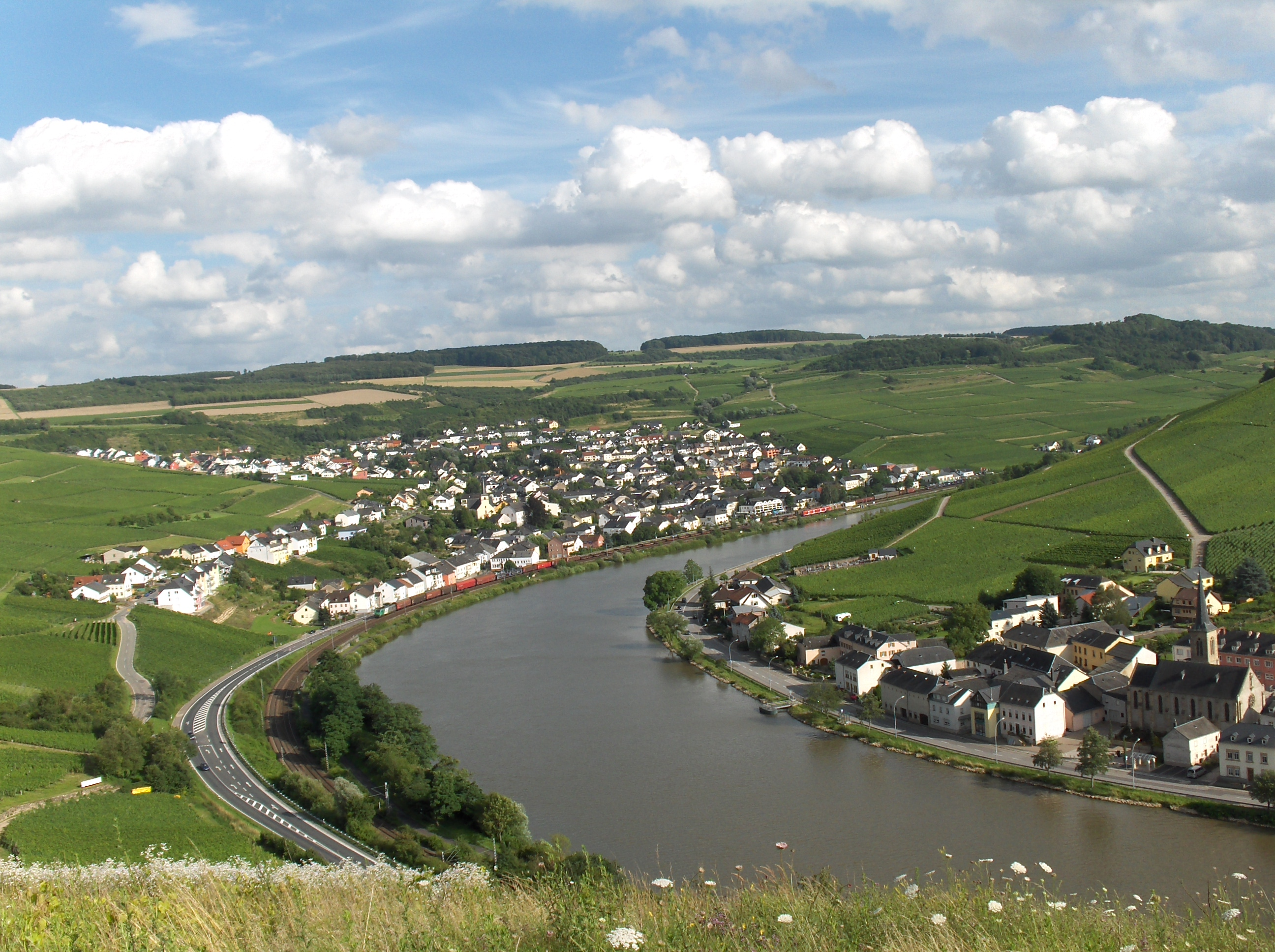
Weinort Nittel an der Mosel

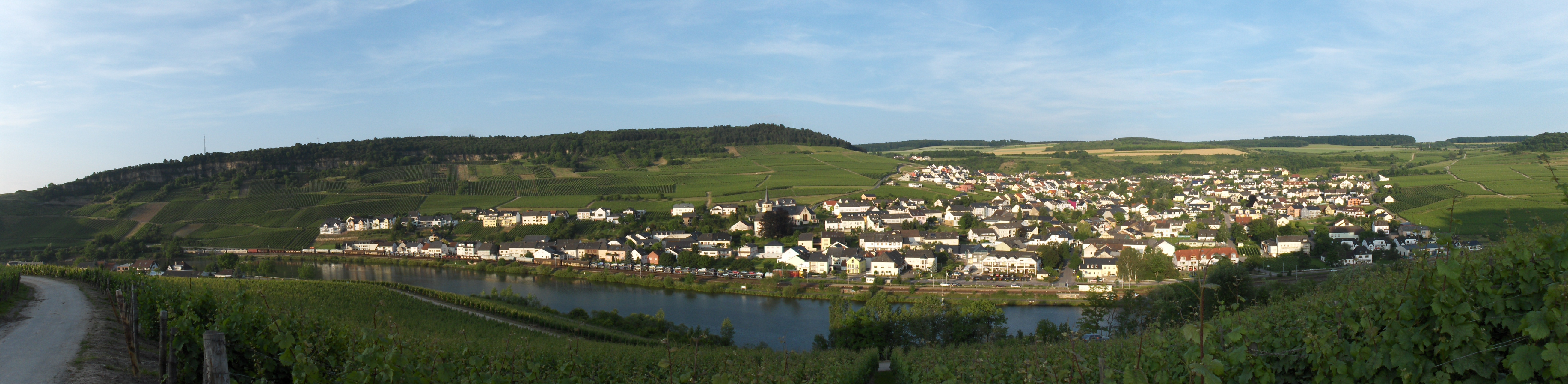
Nittel im Panorama (von Luxemburg fotografiert)

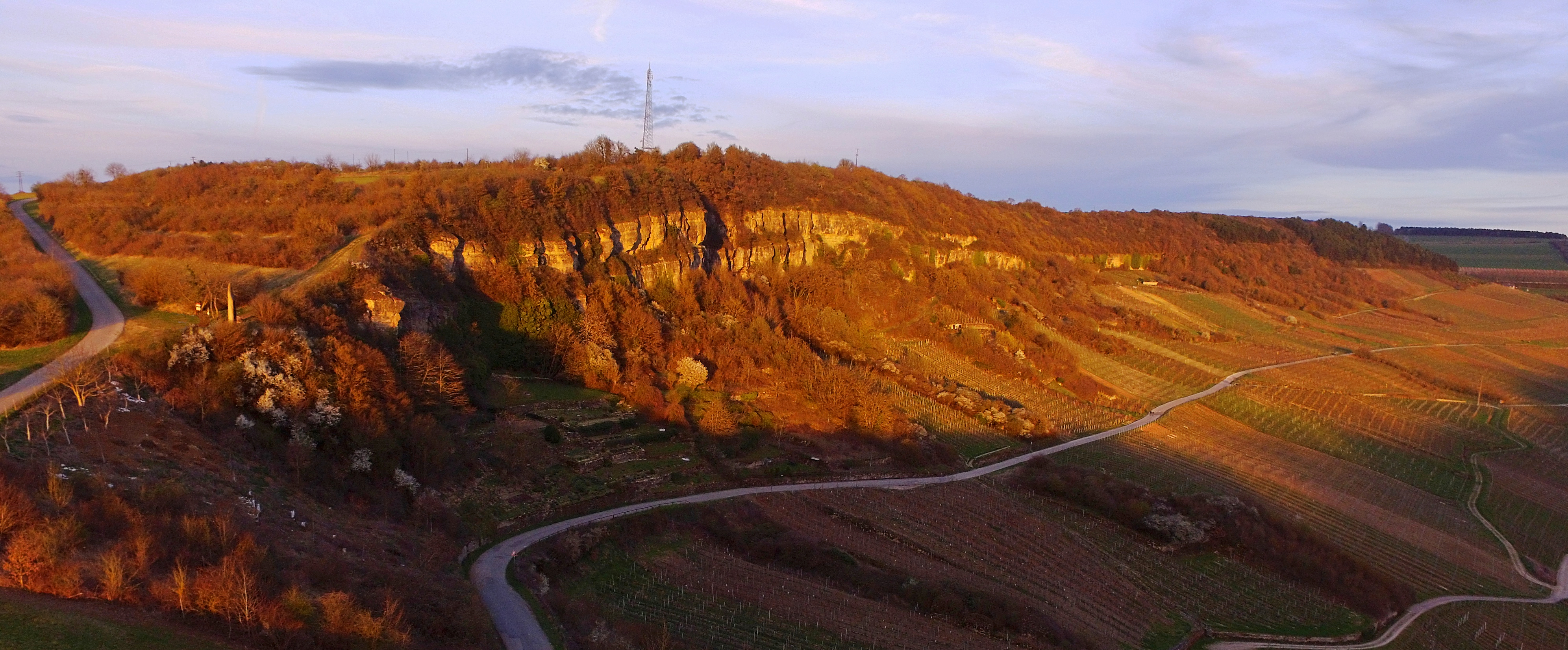
Naturschutzgebiet Nitteler Fels

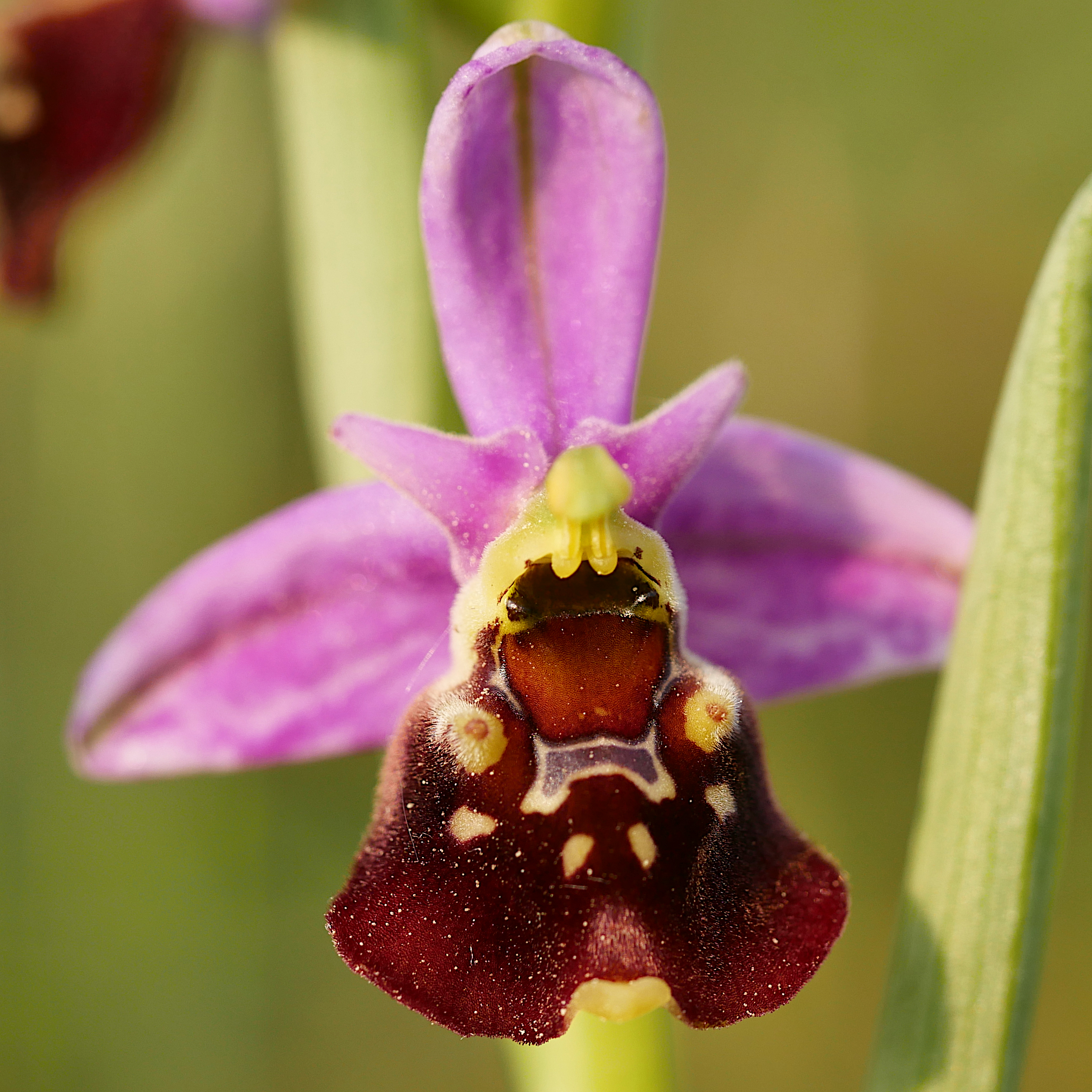
Orchideen im Naturschutzgebiet Langheck

Nittel an der Obermosel ist eine Ortsgemeinde im Landkreis Trier-Saarburg in Rheinland-Pfalz. Sie gehört der Verbandsgemeinde Konz an. Der Ort, zwischen Dolomit- und Kalksteinfelsen gelegen, ist ein staatlich anerkannter Erholungsort.

## Lage
Nittel (ohne weitere Ortsteile: 1924 Einwohner mit Stand 31. Dezember 2008) liegt 24 km südlich von Trier an der Obermosel, die hier die Grenze zu Luxemburg bildet. Auf der gegenüberliegenden Uferseite befindet sich die zur Gemeinde Wormeldingen gehörige Ortschaft Machtum. Zur Gemeinde gehören der vier Kilometer südlich an der B 419 gelegene Ortsteil Rehlingen (180 Einwohner, Stand 31. Dezember 2008) und der auf der Hochfläche liegende und landwirtschaftlich geprägte Ortsteil Köllig (153 Einwohner, Stand 31. Dezember 2008). Zwischen Nittel und Onsdorf liegt der Aussichtspunkt Höcht (390 m ü. NHN).
Der Nittelerbach fließt der Mosel zu und hat eine Länge von 2 km.

## Geschichte
Der Bereich der heutigen Ortsgemeinde Nittel war nachweislich schon seit der Steinzeit besiedelt. Zahlreiche Funde (Tongefäße, Gürtelschnallen) bezeugen eine römische Ansiedlung vor ungefähr 2000 Jahren.
Nittel wurde erstmals unter dem Namen Nitele in einer Urkunde des Jahres 1000 durch den Trierer Erzbischof Ludolf erwähnt. Eine Abschrift des Originals befindet sich im Stadtarchiv in Trier; sie war anlässlich der Feierlichkeiten im Jahre 2000 im Bürgerhaus in Nittel ausgestellt.
Nittel erlebte über viele Jahrhunderte hinweg eine sehr wechselvolle Geschichte mit häufigen Veränderungen der herrschaftlichen Verhältnisse und damit verbunden mit zahlreichen kriegerischen Auseinandersetzungen. So gehörte der Ort zeitweise zum Herzogtum Lothringen, mehrmals zu Frankreich, zu Luxemburg und damit zu den Österreichischen Niederlanden und kam schließlich nach dem Wiener Kongress zu Preußen. Sehr schlimme Zeiten haben die Menschen an der Obermosel während des Dreißigjährigen Krieges (1618–1648) erlebt.
Köllig wurde erstmals im Jahre 1030 als Coeltiche erwähnt. Der erste urkundliche Nachweis des heutigen Ortsteils Rehlingen erfolgte um die Mitte des 12. Jahrhunderts. Die Nitteler haben über viele Jahrhunderte hinweg hauptsächlich von der Landwirtschaft und vom Weinbau gelebt.
Am 18. Juli 1946 wurde Nittel gemeinsam mit weiteren 80 Gemeinden der Landkreise Trier und Saarburg dem im Februar 1946 von der übrigen französischen Besatzungszone abgetrennten Saargebiet angegliedert, das zu der Zeit nicht mehr dem Alliierten Kontrollrat unterstand. Am 6. Juni 1947 wurde diese territoriale Ausgliederung bis auf 21 Gemeinden wieder zurückgenommen, damit kam Nittel an das 1946 neugebildete Land Rheinland-Pfalz.
Am 17. März 1974 wurden die bis dahin selbständigen Gemeinden Köllig und Rehlingen eingemeindet.

## Politik

### Gemeinderat
Der Ortsgemeinderat in Nittel besteht aus 20 Ratsmitgliedern, die bei der Kommunalwahl am 9. Juni 2024 in einer personalisierten Verhältniswahl gewählt wurden, und dem ehrenamtlichen Ortsbürgermeister als Vorsitzendem.
Die Sitzverteilung im Ortsgemeinderat:
| Wahl | SPD | CDU | Grüne | FDP | UBN (1) | FWG (2) | WGK (3) | Gesamt   |
| ---- | --- | --- | ----- | --- | ------- | ------- | ------- | -------- |
| 2024 | 4   | 7   | –     | –   | 2       | 4       | 3       | 20 Sitze |
| 2019 | 4   | 7   | –     | –   | 3       | 4       | 2       | 20 Sitze |
| 2014 | 4   | 6   | –     | –   | 4       | 2       | –       | 16 Sitze |
| 2009 | 3   | 5   | 2     | 1   | 3       | 2       | –       | 16 Sitze |
| 2004 | 3   | 7   | –     | –   | 4       | 2       | –       | 16 Sitze |

### Bürgermeister
Peter Leo Hein (CDU) wurde 2014 Ortsbürgermeister von Nittel. Bei der Direktwahl am 26. Mai 2019 wurde er mit einem Stimmenanteil von 52,79 % für weitere fünf Jahre in seinem Amt bestätigt. Bei einer Stichwahl am 23. Juni 2024 setzte er sich mit 60,6 % durch und wurde damit erneut wiedergewählt, nachdem bei der Direktwahl am 9. Juni 2024 keiner der ursprünglich drei Bewerber eine ausreichende Mehrheit erreicht hatte.
Von 2007 bis 2014 war Hans-Josef Wietor Ortsbürgermeister von Nittel. Er hatte Karl-Heinz Frieden abgelöst.

### Wappen
| Wappen von Nittel |
| Das Wappen der Gemeinde Nittel aus dem Jahre 1953 zeigt in rotem Schildhaupt ein liegendes Schwert, im Schild in Silber einen grünen Berg, belegt mit einem silbernen Wellenbalken. |

## Wirtschaft

### Weinanbau
Nittel ist das Zentrum des Elbling-Anbaus an der Obermosel. Ca. 25 Weingüter bewirtschaften eine Rebfläche von 290 ha, wobei der Elbling einen Anteil von 75 % hat. Die Kalkböden und das fast mediterrane Klima geben dem Wein eine besondere Note, wovon auch die Sorten Weiß- und Grauburgunder profitieren. Zu Nittel gehören die Weinlagen Rochusfels, Hubertusberg, Leiterchen und Blümchen.

### Tourismus
In Nittel befindet sich eine Anlegestelle der Moselschifffahrt.
Hotels, Restaurants und Weingüter mit ihren Straußwirtschaften und Gutsschänken sind auf den Tourismus eingestellt. Attraktiv für Besucher sind der Weinlehrpfad unterhalb einer imposanten Kalksteinwand, Wanderwege (500 ha Wald gehören zu Nittel), zwei Naturschutzgebiete (Nitteler Fels mit Orchideen-Vorkommen), die Rochus-Kapelle sowie die Teich- und Erholungsanlage Eberthälchen.

### Dorfzeitung

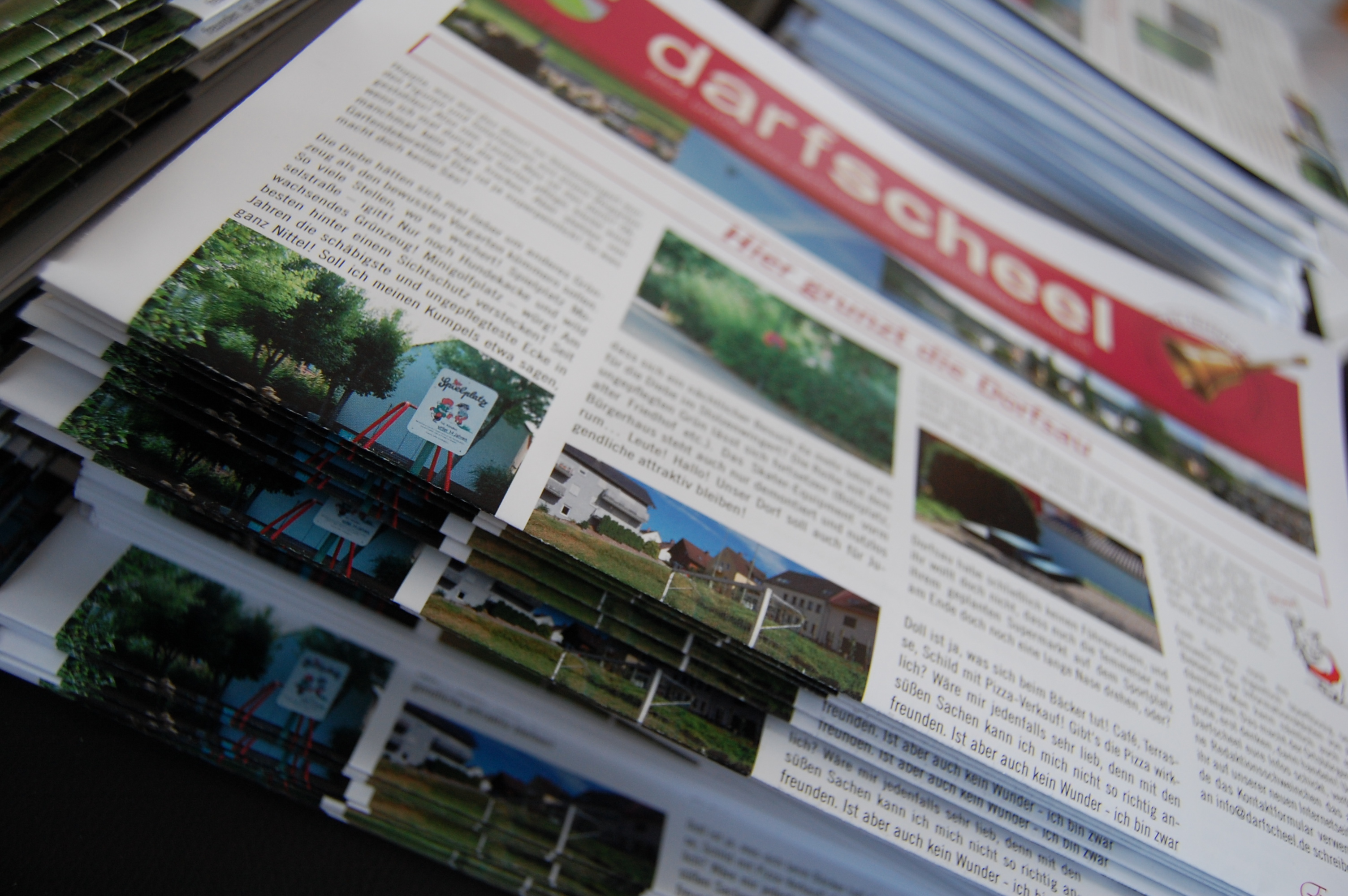
Dorfzeitung „Darfscheel“ vom August 2012

Als einziger Ort an der Obermosel verfügt Nittel über eine ortseigene Zeitung, die „Darfscheel“. Diese  ist eine Dorfzeitung für Nittel, die Ortsteile Köllig und Rehlingen sowie das Luxemburgische Machtum auf der gegenüberliegenden Moselseite, die drei bis vier Mal pro Jahr in einer Auflage von ca. 1500 Exemplaren erscheint. Die Zeitung ist politisch und wirtschaftlich unabhängig. Sie wird kostenlos an alle Haushalte in Nittel, Köllig, Rehlingen und Machtum verteilt. Sämtliche Mitarbeiter und die Autoren arbeiten ehrenamtlich. Seit dem 29. Oktober 2010 firmiert die Darfscheel unter dem gemeinnützigen Verein „Darfscheel – Dorfzeitung Nittel e. V.“
Die „Darfscheel“ hat das Ziel, über das Geschehen im Dorf zu berichten, Traditionen zu pflegen, das Gemeinschaftsgefühl im Dorf zu fördern und den Vereinen ein Forum zur Verbreitung von Nachrichten zu bieten. Dazu möchte sie Diskussionen anregen und Streitpunkte wiedergeben. Da die Zeitung kein Amtsblatt o. ä. ist, besteht aber auch keinerlei Verpflichtung, offizielle Mitteilungen abzudrucken.

## Verkehr

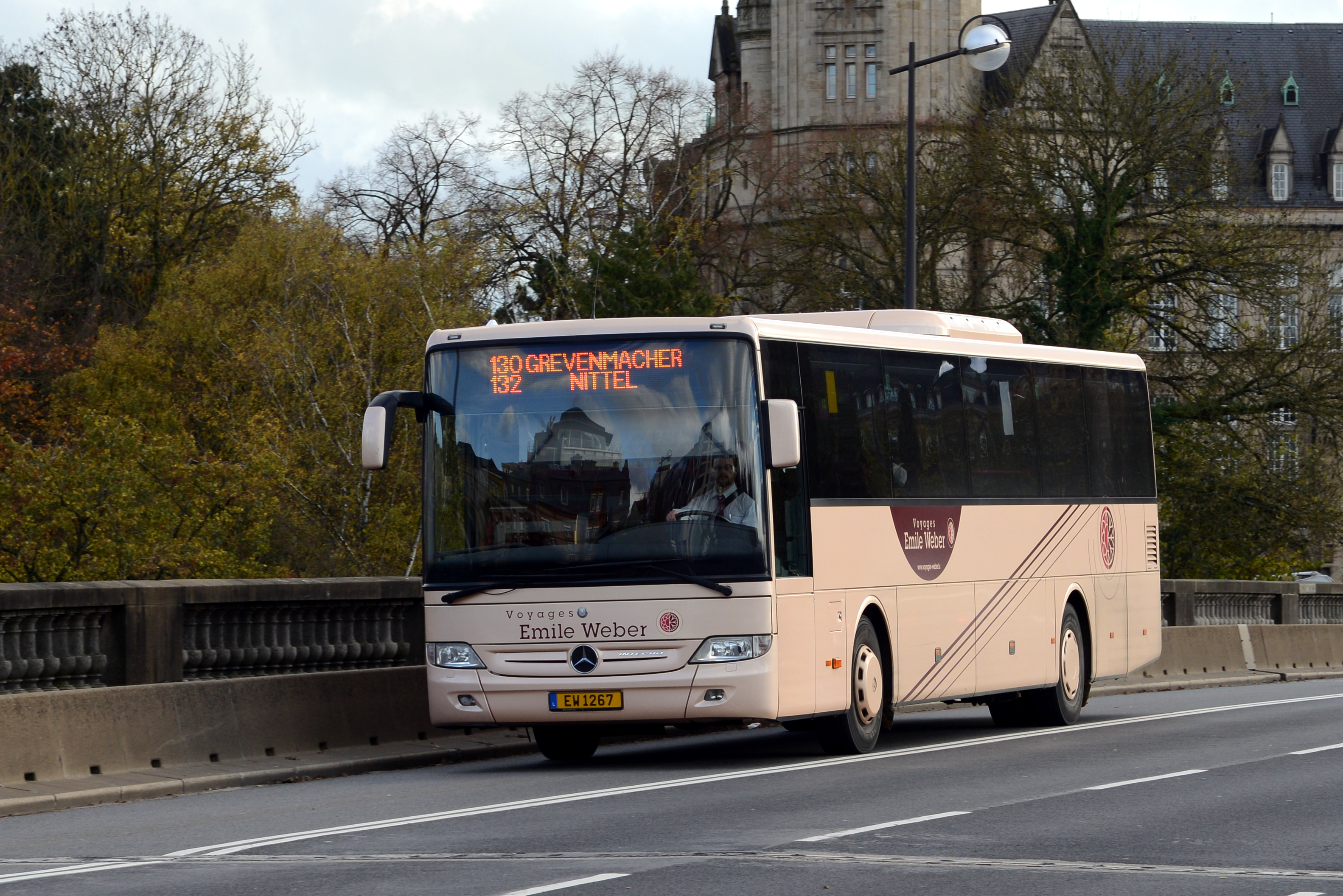
Luxemburgischer Bus auf dem Weg nach Nittel

Nittel besitzt einen Haltepunkt an der Bahnstrecke Thionville–Trier. Von hier bestehen stündlich Verbindungen mit der Regionalbahn-Linie RB 82 nach Perl, Trier und Wittlich. Des Weiteren halten in Nittel stündlich die Buslinie 332 der RGTR nach Grevenmacher. Die Eisenbahn ist in den Verkehrsverbund Region Trier integriert, während auf der Linie 332 die Tarife des luxemburgischen Verkéiersverbond gelten.

## Feste und Veranstaltungen
- Weinlehrpfadfest (Karsamstag)[12]
- Tage der offenen Weinkeller (1. Mai-Wochenende)
- St. Rochus-Weinkirmes und deutsch-luxemburgisches Weinhappening (3. August-Wochenende). Gemeinsames Weinfest mit den luxemburgischen Nachbarn aus Machtum mit einem Schiffspendelverkehr über die Mosel. Das 1. deutsch-luxemburgische Weinhappening wurde im Jahre 2006 gefeiert und vom Auswärtigen Amt in Berlin als ein besonderes Europaprojekt ausgezeichnet. Traditionell fängt die Weinkirmes am Freitag mit einem Feuerwerk an.
- Hobby- und Kreativmarkt
- Elbling-Probetag (November)
- Apres Ski Party am 2. Weihnachtsfeiertag

## Sehenswürdigkeiten
- Rochuskapelle

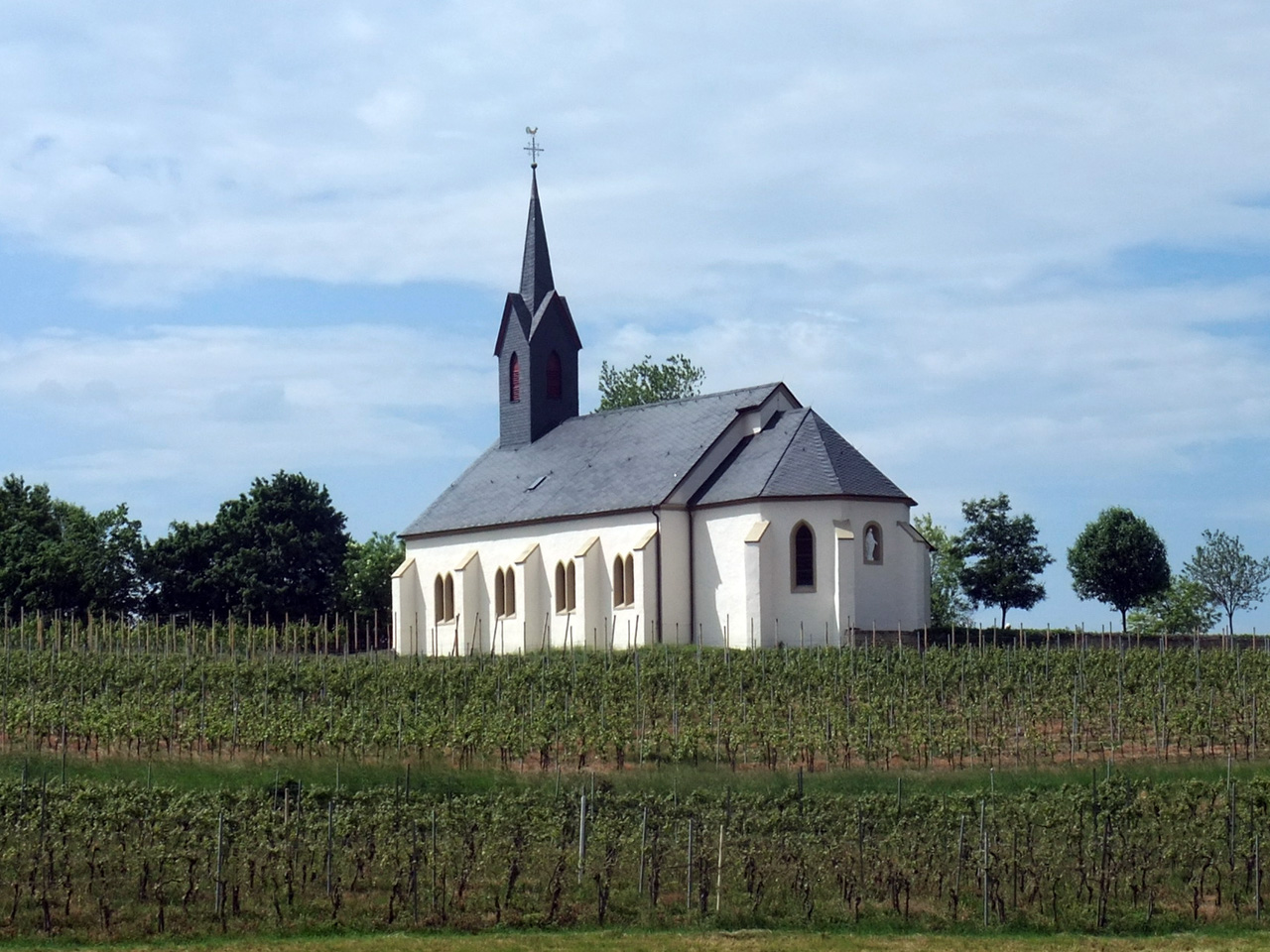
Rochuskapelle

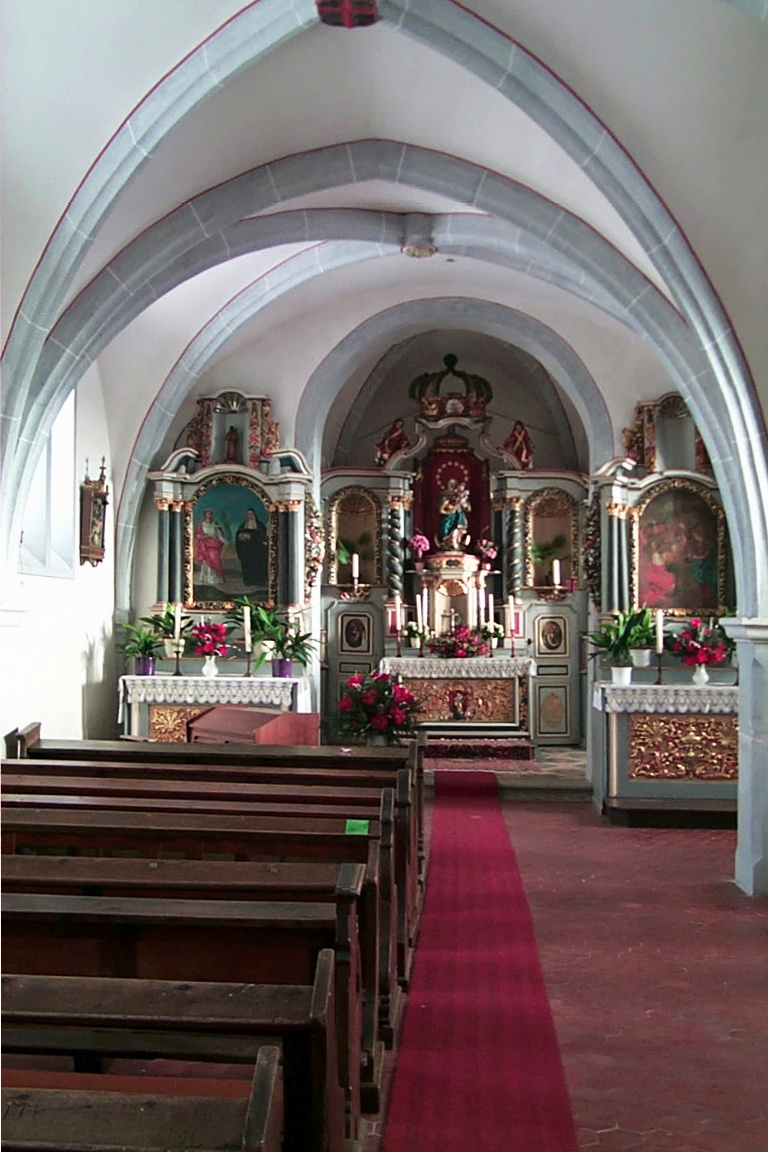
Rochuskapelle innen

- Lage: Die Wallfahrtskapelle Sankt Rochus wird auch Kapelle Jungfrau Maria in den Weinbergen genannt. Die Kapelle steht auf einem Friedhof mitten in den Elbling-Weinbergen oberhalb des Ortes mit einem guten Ausblick über die Moselschleife und die gegenüber liegende luxemburgische Landschaft mit dem Ort Wormeldingen.
- Geschichte: Der Kapelle wurde im Jahr 1432 von Papst Eugen IV. ein Ablass von 12 Jahren verliehen und wurde damit erstmals urkundlich erwähnt. Sie wurde im Laufe ihrer Geschichte mehrfach durch Kriegseinwirkungen, Sturmschäden und Blitzeinschläge schwer beschädigt, aber stets wieder renoviert beziehungsweise aufgebaut. In den Jahren 1701–1712 wurde das Innere der Kapelle als ungleicher Raum in gotisierenden Formen mit fast quadratischem Chor erstellt. 1865 entstand nach einem Blitzschlag ein Dachstuhlbrand. Danach erhielt die Kapelle zwei neue spitzbogige Portale, die, zusammen mit den gekuppelten spitzbögigen Fenstern, dem Gebäude das Aussehen eines neugotischen Gebäudes verleihen.
- Bedeutung: Nach dem Ausbruch einer Cholera-Epidemie um 1850 gab es viele Wallfahrten zu dieser Kapelle, die häufig Marien- oder Bergkapelle genannt wurde. Als Kulturobjekt zählt die Kapelle heute zu den Kunstdenkmälern von Rheinland-Pfalz.

- Skulpturenweg: Steine am Fluss – so nennt sich ein Skulpturenweg mit modernen, 2001 errichteten Steinskulpturen entlang der Obermosel. Auf dem Teil, der zu Nittel gehört, befinden sich die Objekte „Knie mit Gelenk“, „Zeichen“ und „Wegmarke“.
- Römischer Ziegelbrennofen: Bei Baggerarbeiten wurde im Jahr 2000 ein römischer Ziegelbrennofen aus dem 2./3. Jahrhundert an der Mündung des Rehlinger Baches freigelegt. Durch die Lage unmittelbar am Moselufer konnte die Ware damals problemlos per Schiff flussabwärts nach Trier transportiert werden.
- Filialkirche St. Martin von 1770 hoch über dem Ort (Lage→)
- An die Ortslage grenzen die Naturschutzgebiete Nitteler Fels[14] und Langheck bei Nittel.[15][16]

Siehe auch: Liste der Kulturdenkmäler in Nittel

## Personen
- Peter Joseph Hurth, C.S.C. (1857–1935); katholischer Diözesanbischof bzw. Titularerzbischof in Asien.
- Carina Dostert (52. Deutsche Weinkönigin 2000/01)
- Dirk Bockel (* 1976), deutsch-luxemburgischer Triathlet (Olympiateilnehmer im Triathlon 2008)